# Suzanne en de mannen
Suzanne en de mannen is een Nederlandse komedieserie. De serie telde 13 afleveringen, die zijn uitgezonden van zondag 4 januari 2009 tot en met zondag 5 april 2009, bij de NCRV op Nederland 1. Wekelijks keken circa 1 miljoen mensen naar de serie.
De serie speelt zich af rondom een groep vrijgezellen. Suzanne en Freek hebben een nieuw huis gekocht, maar Freek heeft een verhouding met Linda. Als Suzanne dit ontdekt, trekt Freek bij zijn nieuwe vriendin in. Bart, de ex van Linda, wordt zijn huis uitgezet en logeert bij Suzanne. Ze beginnen samen een verhouding, om Linda en Freek jaloers te maken.

## Cast
- Nienke Römer - Suzanne
- Daniël Boissevain - Freek
- Irma Hartog - Linda
- Dennis Overeem - Bart
- Romana Vrede - Iris